# Ichthyolestes pinfoldi
Ichthyolestes
Genre
Espèce
Ichthyolestes pinfoldi est une espèce de mammifère fossile. C'est la seule espèce du genre Ichthyolestes.
Ses fossiles datent de l'Éocène.

## Découverte et classification

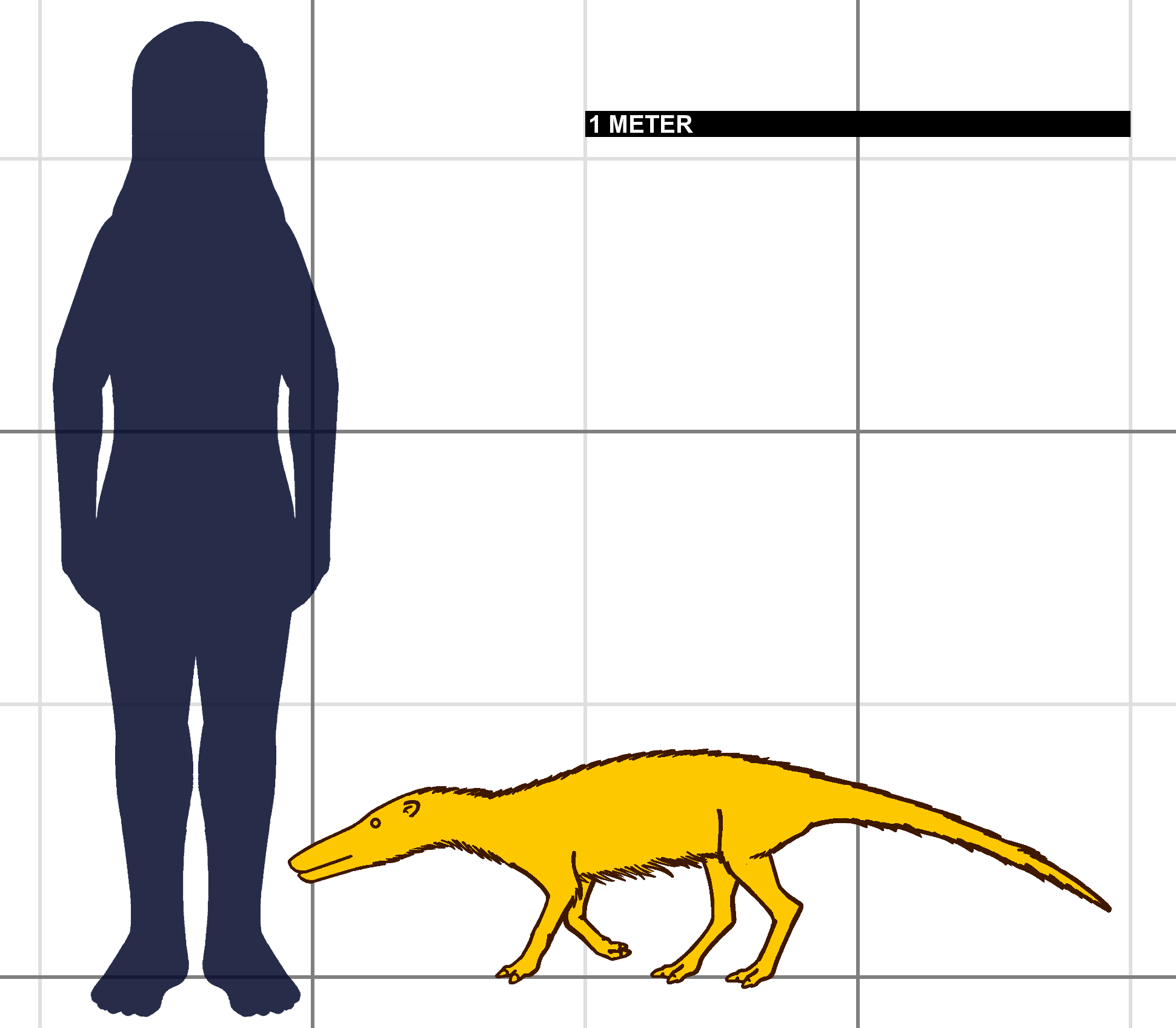
taille comparée de l'Ichthyoleste

I. pinfoldi n'était initialement connu que par ses dents, qui ont été retrouvées à Ganda Kas, au Pakistan. Lors de sa description, en 1958, I. pinfoldi a été placé au sein des Mesonychidae. Il a ensuite été reconnu et décrit comme un archéocète. Il est plus précisément classé au sein des Pakicetidae
Du matériel crâniens et postcrâniens a également été découvert dans la Formation de Kuldana, au Pakistan, ainsi que dans les sédiments du Cachemire, en Inde[réf. nécessaire].

## Description
Ichthyolestes est globalement semblable à Pakicetus, mais il est plus petit et gracile, approximativement de la taille d'un renard. Il conserve de nombreuses caractéristiques typiques des artiodactyles terrestres de l'Éocène, notamment des os de membres longs et graciles, un sacrum fusionné et de petits foramen mandibulaires.